# Don Juan Tenorio

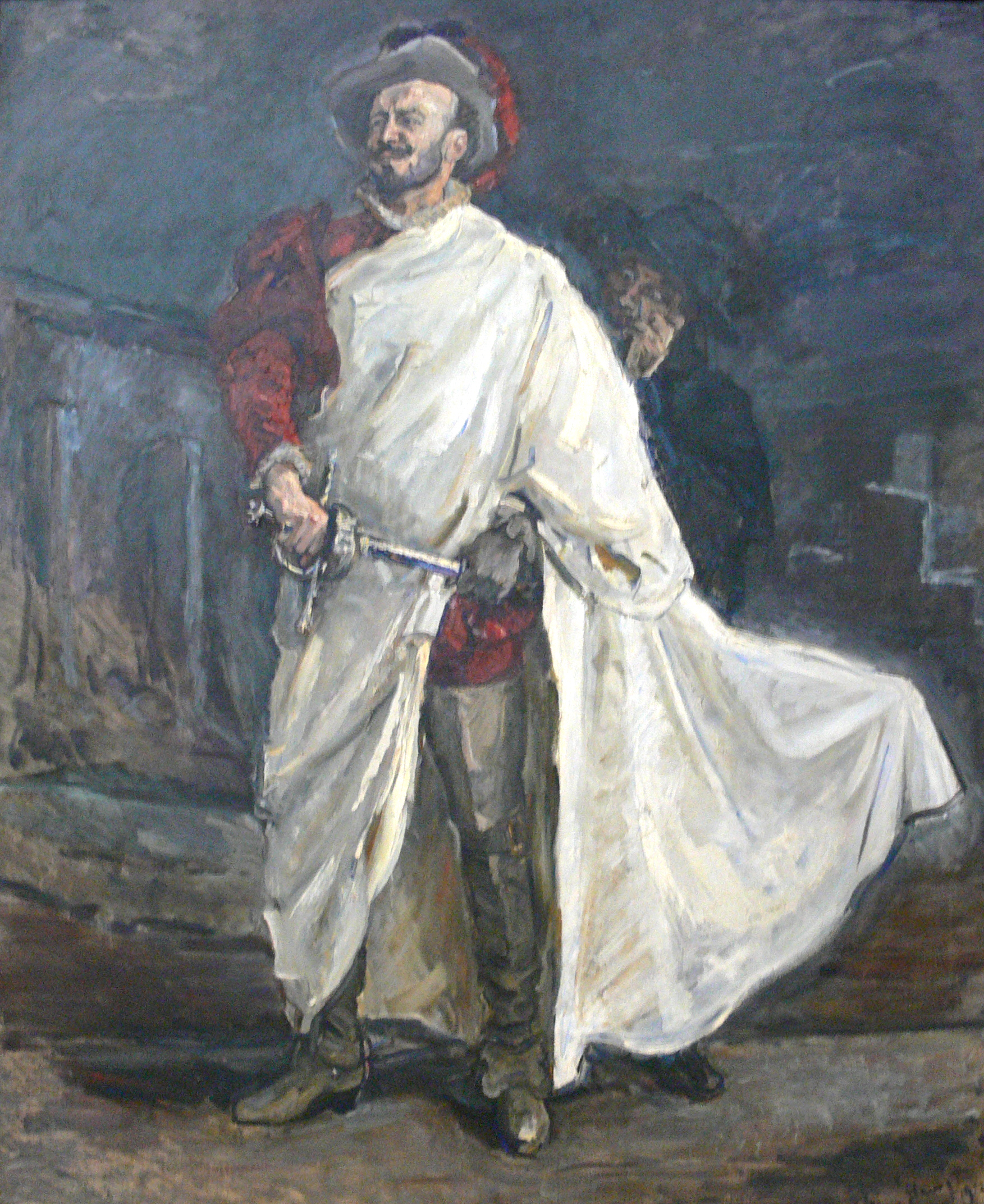
Francisco d'Andrade als Don Juan Tenorio in Mozarts opera, 1912 (schilderij van Max Slevogt).

Don Juan (Tenorio) is een legendarisch vrouwenversierder die rond 1620 voor het eerst in een boek opduikt, in El Burlador de Sevilla van Tirso de Molina.
Deze Don Juan is mogelijk een fictief persoon. De benodigde versiertrucs zou hij geleerd hebben van zijn befaamde oom, Jurriën del Agua. Het verhaal van Don Juan is later bewerkt door onder anderen:
1. Molière, in zijn toneelstuk Don Juan (voor het eerst opgevoerd in 1665)
2. Mozart, in zijn opera Don Giovanni (eerste opvoering in 1787)
3. Lord Byron, in zijn epische gedicht Don Juan (1819-1824)
4. Aleksandr Poesjkin, in zijn "kleine tragedie" De stenen gast (1830)
5. de Duitse dichter Nikolaus Lenau, in zijn epos Don Juan (1844)
6. Richard Strauss, in zijn symfonisch gedicht Don Juan (1888)
7. George Bernard Shaw, in zijn toneelstuk Man and Superman (1903)
8. Gonzalo Torrente Ballester, in zijn roman Don Juan (1963)
9. Jeremy Leven, in zijn film Don Juan DeMarco (1995) met Johnny Depp en Marlon Brando

Een donjuan (ook wel Don Juan) is in het dagelijks taalgebruik een charmeur of charmant persoon en verleider.